# Vườn quốc gia Björnlandet
Vườn quốc gia Björnlandet là một vườn quốc gia ở miền bắc Thụy Điển. Nó được thành lập vào năm 1991 và bao gồm khu vực có diện tích 11 km vuông.
Về mặt địa lý nó nằm ở cực nam Lappland, gần làng Fredrika, thuộc Åsele, Västerbotten.
Về tự nhiên, vườn quốc gia này nổi bật bởi những cánh rừng nguyên sinh lớn và một vị trí địa lý được tách biệt bởi các khe núi và vách đá dốc. Hệ động vật tương đối ít bởi khí hậu và môi trường rất khắc nghiệt.